# Homoneura interstincta
Homoneura interstincta is een vliegensoort uit de familie van de Lauxaniidae. De wetenschappelijke naam van de soort is voor het eerst geldig gepubliceerd in 1820 door Fallen.